# Divergente (livro)

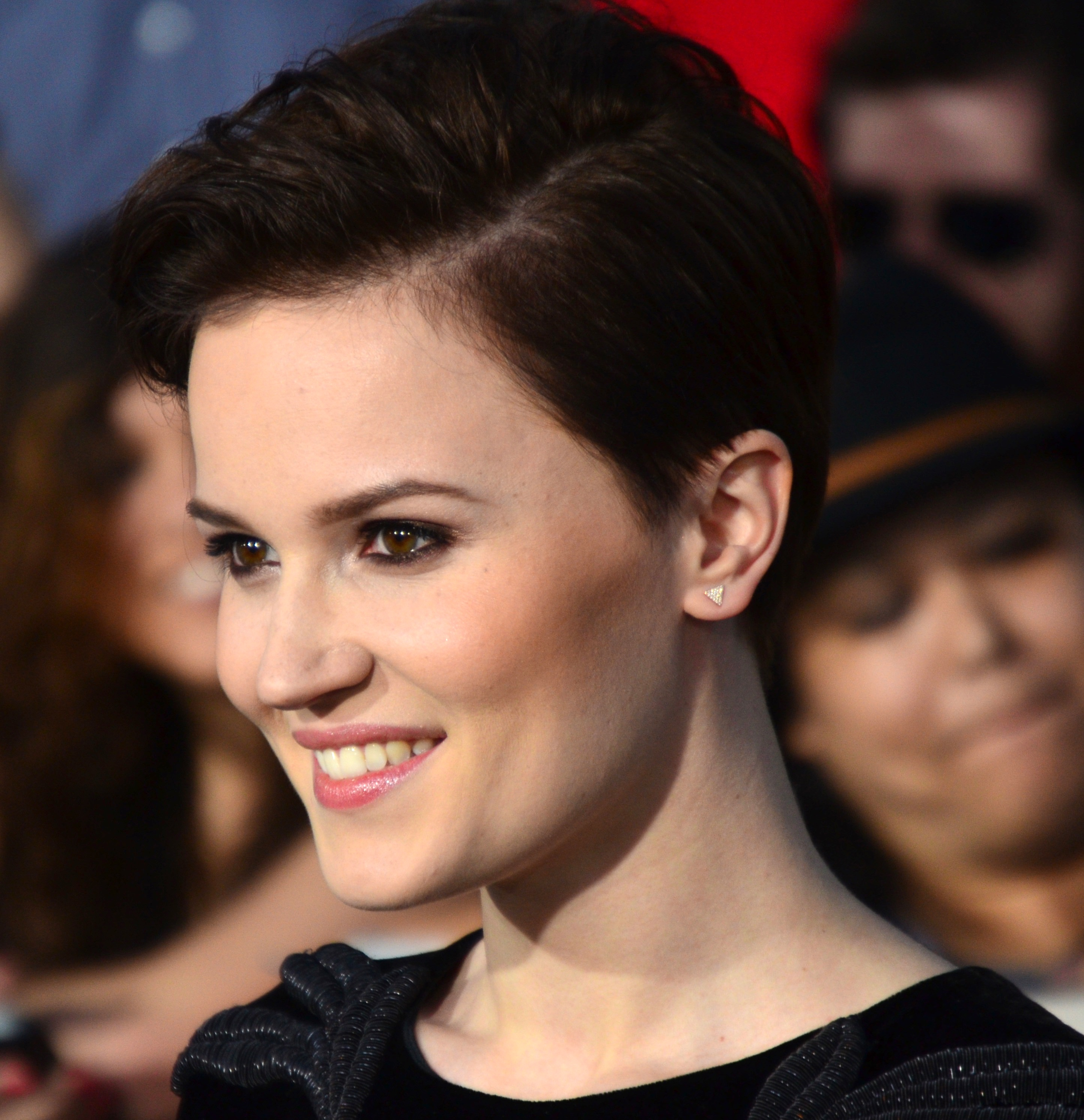
Imagem da Veronica Roth autora do Livro Divergent

Divergente (no original, Divergent) é o primeiro livro da série de mesmo nome escrita pela autora norte-americana Veronica Roth.
Foi lançado nos Estados Unidos em 25 de abril de 2011 chegando ao Brasil e Portugal em 2012. Seu segundo livro, Insurgente, foi lançado em 1º de maio de 2012 nos Estados Unidos, enquanto o terceiro, Convergente, foi lançado em 22 de outubro de 2013. A série foi comparada à The Hunger Games da autora Suzanne Collins, e à The Maze Runner, do autor James Dashner, por ambas explorarem temas comuns aos jovens adultos, como a autoridade adulta e a transição da infância à maturidade, assim como motivos mais amplos, como o local da violência e as estruturas sociais dentro de uma sociedade pós-apocalíptica. A saga Divergente tornou-se best-seller do The New York Times, vendendo mais de 20 milhões de exemplares mundialmente, alcançando o primeiro lugar entre os mais vendidos.
Os direitos autorais da saga foram adquiridos pela Summit Entertainment, o primeiro filme estreou dia 17 de abril de 2014. O segundo filme da saga, intitulado A Série Divergente: Insurgente, foi lançado em 19 de março de 2015.

## Sinopse[1]
Em uma Chicago futurista, toda a sociedade foi dividida em cinco grupos de pessoas, denominados de facções. Existem cinco facções e cada uma delas dedica-se ao cultivo de uma virtude em especial:
- Abnegação (Altruísmo);
- Amizade (Generosidade);
- Audácia (Coragem);
- Franqueza (Sinceridade);
- Erudição (Inteligência).

Cada uma das cinco facções trabalham em um setor diferente da cidade, ajudando em sua manutenção.
Todos os habitantes da cidade, quando chegam aos dezesseis anos, são submetidos ao Teste de Aptidão, que os ajudará a escolher a facção que melhor corresponde com sua personalidade e verdadeira natureza humana. Em seguida participam da Cerimônia De Escolha, onde os jovens devem decidir a que grupo querem se unir para passar o resto de suas vidas - podendo permanecer em sua facção de origem ou abandoná-la para sempre.
Para Beatrice Prior (protagonista e narradora onisciente), a difícil decisão é entre ficar com sua família ou ser quem ela realmente é — não podendo ter os dois. Então faz uma escolha que surpreende a todos, inclusive ela mesma, quando decide se transferir da Abnegação (sua facção original) para a facção dos corajosos, a Audácia.
Durante o processo de Iniciação altamente violento e competitivo que se segue, Beatrice Prior muda seu nome para "Tris" e esforça-se para decidir quem são realmente seus amigos — e onde se encaixa em sua nova vida. Tris conhece um rapaz chamado Quatro/Tobias, que é seu Instrutor de Iniciação. Tris acaba revelando fortes sentimentos por ele. Quatro/Tobias é, ao mesmo tempo, um rapaz perturbador e cheio de segredos.
Mas Tris também tem um segredo, que mantêm escondido de todos, pois poderia significar sua morte: Ela é Divergente - apresenta aptidão para mais do que uma facção, nas quais são abnegação, audácia e erudição. Isso a torna uma ameaça em potencial, pois aqueles que não se encaixam em apenas uma facção não podem ser manipulados ou persuadidos, ameaçando assim o sistema estabelecido. Portanto, todas as pessoas que apresentam divergência devem ser exterminados.
Ao descobrir um terrível plano da Erudição e da Audácia de dominar o Conselho Governamental da cidade, assumir a liderança das facções e de destruir sua facção de origem, a Abnegação, ela aprende que seu segredo pode ajudá-la a salvar aqueles que ama… ou destruí-la.

## Enredo
A história é ambientada na cidade de Chicago, em um período pós-apocalíptico. A sociedade dessa Chicago futurista se divide em cinco facções fundamentadas em virtudes consideradas essenciais para prevenir futuros conflitos e manter a ordem e a paz. As facções são:
Abnegação para os altruístas; Erudição para os Inteligentes; Audácia para os corajosos, Amizade  para os bondosos, Franqueza  para os honestos.
Ano após ano, todos os jovens de dezesseis anos de idade são submetidos a um teste de aptidão, que irá descrever a fação para a qual cada habitante é mais adequado de acordo com suas personalidades. Depois de receberem seus resultados, os habitantes devem decidir se irão permanecer em sua facção de origem ou irão transferir-se para uma nova facção.
Com dezesseis anos de idade, Beatrice Prior que nasceu em uma família na Abnegação, sente que lá não é o seu lugar, porque não se vê como naturalmente altruísta. Seu teste de aptidão também mostra isso, indicando um resultado anormal e perigoso - aptidão para três facções diferentes: Abnegação, Erudição e Audácia. Tori Wu, a administradora do teste de Beatrice, avisa-a para nunca compartilhar este fato, uma vez que faz dela Divergente - uma ameaça ao sistema social. Antes do Dia da Escolha, ela agoniza sobre a possibilidade de ficar na Abnegação para satisfazer seus pais, ou se deve se transferir para outra facção. No Dia da Escolha, Beatrice decide deixar a Abnegação e juntar-se à Audácia, enquanto seu irmão Caleb Prior escolhe a facção inimiga da Abnegação, a Erudição.O instrutor da iniciação da Audácia, Quatro, explica que nem todos os iniciandos irão entrar na facção . Apenas os dez primeiros permanecerão enquanto o resto será eliminado e se tornarão pessoas sem-facção, isto é, à margem da sociedade. Durante sua iniciação na nova facção, Beatrice renomeia-se Tris. Ela faz amizade com outros transferidos - Christina, Albert e Will - enquanto entra em conflito com os outros - Peter, Drew e Molly.
A iniciação é dividida em três etapas. A primeira etapa é a Física - envolve a aprendizagem de como lidar com armas e facas, assim como envolver-se em combate corpo-a-corpo. Apesar de ser fisicamente mais fraca do que a maioria de seus companheiros iniciandos, Tris termina a etapa em sexto lugar.Durante a visita de sua mãe ao complexo da Audácia, Tris percebe que a sua mãe originalmente nasceu na Audácia, porém se mudou para a Abnegação pois precisava se proteger de algo desconhecido por ela. Enquanto isso, os Eruditos agitam dissidências contra os Abnegados pela liderança do governo da cidade. Os relatórios dos Eruditos acusam o líder dos Abnegados, Marcus, de abusar de seu filho, que se juntou à Audácia dois anos antes. Relatórios começam a difamar os pais de Tris, porque ambos os seus filhos abandonaram sua facção original para se transferir para uma facção diferente, e afirmam falsamente que os Abnegados são egoístas e estão acumulando o dinheiro da cidade. Durante o mesmo período, Tris faz amizades com alguns iniciandos nascidos na Audácia: Uriah, Lynn, e Marlene.
A segunda etapa da iniciação é a Mental - envolve simulações, semelhante aos testes de aptidão, que forçam os iniciandos a enfrentarem cenários simbólicos de seus medos. Por Tris ser uma Divergente, ela reconhece que está sob uma simulação, enquanto os outros não, e ela pode trabalhar as simulações para sua vantagem. Tris fica em primeiro lugar nesta etapa. Peter, Drew, e Albert atacam Tris, ameaçando agressão sexual e tentam atirá-la para o fosso na sede da Audácia, mas Quatro intervém a tempo. Mais tarde, Albert implora o perdão de Tris, mas ela rejeita-o, e mais tarde ele comete o suicídio no mesmo lugar que tentou assassinar a garota.
A etapa final da iniciação é a Emocional - envolve uma paisagem do medo, que reúne todos os seus medos em uma única simulação. Na paisagem medo, todos eles, divergentes ou não, estarão cientes de que eles estão sob uma simulação e eles devem usar as habilidades que aprenderam nas etapas anteriores para superarem cada medo. Enquanto se prepara para esta etapa, a relação de Tris com Quatro continua a crescer, e ele permite que Tris participe na sua própria paisagem medo. Tris descobre que Quatro só possui quatro medos em sua paisagem, um recorde, daí surgiu o seu apelido. Ela também descobre o seu verdadeiro nome, Tobias Eaton, e que seu pai é Marcus, o líder político dos Abnegação que os Eruditos acusam de abusar fisicamente do filho durante a infância, o quê era verdade.
Tris supera com sucesso sete medos em sua paisagem medo, sendo que a média era entre 15 e 10. Antes da cerimônia oficial de abertura, Quatro convida Tris ao seu apartamento privado, Tris expressa seus sentimentos por ele e os dois começam um relacionamento. A cerimônia começa, a classificação final é revelada, e Tris descobre que ela foi classificada em primeiro lugar. Durante a comemoração, porém, ela de repente percebe que a Erudição vai usar o soro "tracking" para forçar os membros da Audácia a realizarem seus planos.
Durante a noite, após a cerimônia, o soro induz uma simulação em todos os membros da Audácia, tornando-os soldados armados que caminham como sonâmbulos para atacar a sede da Abnegação. O soro não funciona em Tris nem em Quatro, porque ambos são Divergentes. Depois de chegar à sede dos Abnegados, Tris e Tobias tentam escapar, no entanto, Tris é baleada e, quando Tobias se recusa a deixá-la para trás, eles são capturados e levados à Jeanine Matthews, a Líder da Erudição.Jeanine injeta em Quatro um novo soro experimental, que neutraliza o efeito Divergente, podendo controlar sua interpretação do mundo externo. Jeanine envia Tobias de volta para a sala de controle no complexo da Audácia para supervisionar o ataque. Eric ordena que os Eruditos amarrem Tris e a coloquem dentro de um tanque de vidro que se enche de água. Tris está prestes a morrer afogada mas sua mãe, Natalie, aparece, quebra o tanque de água e a resgata. Durante a fuga, sua mãe revela que ela também é Divergente. Quando enfim conseguem sair da sede da Erudição, a mãe de Tris se sacrifica para que Tris possa fugir. Natalie é cruelmente baleada por soldados traidores da Audácia e morre logo após. Tris escapa mas é forçada a matar seu amigo Will, que a ataca quando sob a influência do soro de simulação.
Tris encontra seu pai, seu irmão e Marcus em uma casa abandonada. Eles resolvem ir para a sede da Audácia para encontrar a fonte da simulação e destruí-la. Durante a luta brutal na sede da Audácia, o pai de Tris sacrifica-se para limpar o caminho para ela,  sendo baleado até a morte por soldados da Audácia. Quando Tris chega à sala de controle, ela encontra Tobias, que está com sua mente controlada, e ele a ataca.
Quando Tris consegue despertar Quatro da simulação, ele a ajuda a encerrar a simulação da Erudição e libertar o resto da Audácia do controle mental em que estão. Tris e Quatro reúnem Caleb, Marcus e Peter - que tinha ajudado Tris a encontrar a sala de controle em troca da sua vida. O grupo embarca num trem, e vão para a sede da Amizade para encontrar o restante dos sobreviventes da Abnegação, levando aos eventos descritos no próximo livro da saga, Insurgente.

## As Facções
Há décadas, os antepassados dos personagens perceberam que a culpa por um mundo em guerra não poderia ser atribuída à ideologia política, à crença religiosa, à raça ou ao nacionalismo. Eles concluíram, no entanto, que a culpa estava na personalidade humana, na sua inclinação para o mal, seja qual for a sua forma. Dividiram-se em facções que procuravam erradicar esses males criados pela natureza humana que acreditavam ser responsáveis pela desordem do mundo.
- Os que culparam a agressividade formaram a Amizade;
- Os que culparam a ignorância se tornaram a Erudição;
- Os que culparam a duplicidade fundaram a Franqueza;
- Os que culparam o egoísmo geraram a Abnegação;
- Os que culparam a covardia se juntaram à Audácia.

Trabalhando juntas, as cinco facções têm vivido em paz há anos, cada uma contribuindo com um diferente setor da sociedade:
- a Abnegação supriu a demanda por líderes altruístas no governo;
- a Franqueza providenciou líderes confiáveis e seguros no setor judiciário;
- a Erudição forneceu professores, médicos e pesquisadores inteligentes;
- a Amizade cedeu conselheiros, agricultores e zeladores compreensivos;
- a Audácia se encarrega da proteção contra ameaças tanto internas quanto externas.

Mas o alcance de cada facção não se limita a essas áreas. Essas, oferecem uns aos outros muito mais do que pode ser expressado em palavras. Nas facções, encontra-se sentido, propósito e vida. Longe delas, a sobrevivência não seria possível.

## Estilo
Muitos críticos especializados notaram que o estilo de escrever de Veronica Roth dentro do romance oferece uma prosa rápida, que cria uma experiência de leitura agradável. O The New York Times descreveu o estilo do livro como "Ritmo acelerado, voos de imaginação pródiga e escrita que ocasionalmente surpreende com detalhes finos". Nolan, do The American Prospect, observou que Divergente segue o estrutural e os padrões de estilo de Blood Red Road.

## Temas

### Identidade
O romance investiga a autoridade e a identidade dentro da relação do jovem com os pais e outras forças sociais. Critic Antero Garcia descreve a temática dos romances distópicos por ser um interesse na "compreensão do poder entre a juventude e a autoridade adulta", O The New York Times afirmou que Divergente "explora a ansiedade adolescente mais comum - a realização dolorosa que é entrar em seu próprio mundo, por vezes, significa deixar a família para trás, tanto ideologicamente e fisicamente". A Voz da Juventude de Advogados concorda, escrevendo que Divergente mostra a pressão de "ter que escolher entre seguir os passos de seus pais ou fazer algo novo ". Da mesma forma, o crítico Antero Garcia comparou o interesse temático nos personagens sendo "forçados a limitarem as restrições de identidades e de trabalhos associados à sua identidades" 

### Violência e medo
O Publisher's Weekly enfatizou esta escolha estilística, chamando-lhe de "nervosa" e descrevendo os rituais de iniciação que Tris precisa enfrentar como "fascinantes e violentos" e chama-os de "testes sádicos de força e coragem". Mas, como Susan Dominus aponta, Divergente não mantém essa violência na vanguarda da experiência do leitor; ela escreveu no The New York Times, que "coisas terríveis acontecem com as pessoas que Tris ama, mas os personagens absorver esses eventos com uma facilidade inquietante. Aqui, de alguma forma, os voos do romance distópico distancia o leitor deste impacto emocional que pode vir em um romance realista (ou mesmo de fantasia)".
Ao descrever a sua inspiração para os testes da Audácia, Roth, em entrevista para o site "PopSugar", diz que embora influenciada por muitas fontes, a mais importante foi:
"O meu primeiro ano de faculdade, onde eu aprendi sobre a Terapia de Exposição, que é quando eles tratam as pessoas usando seus medos, como para a ansiedade. Eles expõe as pessoas várias e várias vezes aos seus medos, e, gradualmente, as pessoas passam a não ter mais medo deles, ou começam a ter um nível saudável de medo, e então eu pensei na Audácia, porque eles são pessoas perfeitamente normais condicionadas a superar medos perfeitamente racionais". 
O Booklist descreveu esta intensa pressão psicológica, como "semelhante a juntar os fuzileiros navais", mas também fornecendo "Um clima de alta tensão que torna o romance uma leitura atraente". 

## Adaptação cinematográfica
A Summit Entertainment comprou os direitos da trilogia Divergente por US$ 5,5 milhões. Neil Burger foi escolhido como diretor, e o elenco terá Shailene Woodley como a protagonista Tris Prior; Kate Winslet como Jeanine Matthews; Theo James como Quatro/Tobias; Maggie Q como Tori; Ansel Elgort como Caleb Prior; Zoë Kravitz como Christina e Jai Courtney como Eric. As gravações aconteceram em abril de 2013 na cidade de Chicago, onde a trama se passa, e o lançamento do filme, no Brasil, foi realizado 17 de abril de 2014.